# Morten Kræmer
Morten Kræmer (Tromsø, 10 luglio 1967) è un ex calciatore norvegese, di ruolo difensore.

## Carriera

### Club
Kræmer cominciò la carriera con la maglia del Tromsdalen. Nel 1986 passò al Tromsø, debuttando nella 1. divisjon in data 19 maggio, nel pareggio per 1-1 contro il Vålerengen. Nello stesso anno, la squadra si aggiudicò l'edizione stagionale della Coppa di Norvegia. Nel 1990 giocò allo Skarp, per poi tornare nel Tromsø. Vinse anche la Coppa di Norvegia 1996 e rimase in squadra fino al 2001. Nel 2002 militò nuovamente nelle file dello Skarp, per poi passare un biennio al Tromsdalen. Chiuse la carriera nel 2004.

## Palmarès

### Club

#### Competizioni nazionali
- Coppa di Norvegia: 2

Tromsø: 1986, 1996